# Svirce (Medveđa)
Pour les articles homonymes, voir Svirce.
Svirce (en serbe cyrillique : Свирце ; en albanais : Svirrca) est un village de Serbie situé dans la municipalité de Medveđa, district de Jablanica. Au recensement de 2011, il comptait 77 habitants.

## Histoire
Svirce est séparé en deux villages depuis 1878 après la défaite de l'Empire Ottoman contre la Russie.
La partie sud se trouve au Kosovo alors que la plus grande partie est en Serbie.
Svirca était le village le plus peuplé après la ville de Medvedja jusqu’à la guerre du Kosovo. La guerre pendant les années 1998-2001 va conduire la population locale albanaise de quitter Medvedja à cause de discrimination, de la peur de soldats yougoslaves et d'une discrimination économique (aucune route en asphalte dans la plus grande village de Medvedja) et la frontière restera fermé avec le Kosovo. Aujourd'hui il y a autour de 50 habitants permanents car les conditions politiques et économiques sont difficiles et aussi une station de police serbe se situe au milieu de Svirca[réf. nécessaire].

## Démographie
| 1948  | 1953  | 1961  | 1971  | 1981  | 1991 | 2002 | 2011 |
| ----- | ----- | ----- | ----- | ----- | ---- | ---- | ---- |
| 1 109 | 1 217 | 1 284 | 1 299 | 1 287 | 368  | 501  | 77   |

|  |